# Sciurilli
Le pizzelle di sciurilli o semplicemente sciurilli sono un prodotto tipico campano di friggitoria.

## Descrizione
Sono fiori di zucca ancora chiusi passati in pastella e fritti in abbondante olio bollente e salati.
Si vendono nelle friggitorie di Napoli insieme ad altri prodotti tipici come gli scagliozzi (fette triangolari di polenta fritte), le pastacresciute, le fette di melanzane fritte in pastella (che insieme agli sciurilli sono simili, in qualche modo, alla tempura giapponese), piccoli arancini rotondi (palle di riso) e crocchè di patate. In Campania, sono note le pizzelle di Sciurilli, piccole palline fritte e condite di fiori di zucca, farina, olio, sale e lievito.